# La Seyne-sur-Mer
La Seyne-sur-Mer (La Sanha in occitano) è un comune francese di 62 763 abitanti situato nel dipartimento del Var della regione della Provenza-Alpi-Costa Azzurra.

## Storia
La città (principale sobborgo di Tolone) si è sviluppata soprattutto grazie ai propri cantieri navali.
Il forte che la caratterizza fu costruito nel 1636 allo scopo di proteggere dalle intrusioni la rada di Tolone, principale porto militare francese.
Nel 1793, dopo che Tolone si fu arresa agli inglesi, il forte fu teatro di aspri combattimenti tra i soldati della Repubblica francese, guidati da Bonaparte, e i britannici intervenuti a sostegno della restaurazione monarchica.

Nel quartiere di Tamaris ha vissuto per tre mesi nel 1861 la scrittrice George Sand, la quale vi ha dedicato un romanzo con lo stesso nome.

### Simboli
Lo semma venne creato nel 1697, 40 anni dopo la separazione di La Seyne da Six-Fours (1657) e fu concesso ufficialmente alla città il 16 luglio 1700 da Luigi XIV di Francia.
Il simbolismo è cristiano è evidente ed evoca il miracolo di Gesù della moltiplicazione dei pani e dei pesci da 5 pani e 2 pesci per nutrire la folla, ma ricorda anche che agricoltura e pesca sono le principali risorse del luogo.
Dal 1774 lo scudo era sormontato dalla corona comitale e accompagnato dalla croce episcopale, simboli degli abati di Saint-Victor di Marsiglia che detenevano il potere temporale e spirituale su questo territorio. Era ornato esternamente con rami di siagne, una pianta palustre diffusa nelle terre orientali di Six-Fours.
Dopo la Rivoluzione francese del 1789, gli ornamenti religiosi e reali furono eliminati: la corona comitale fu sostituita da una corona turrita dove il numero di torri simbolizza l'importanza della città all'interno del dipartimento. Così, dal 1973, le città di Six-Fours, La Seyne e Saint Mandrier, sono caratterizzate da tre torri che indicano il rango di capoluogo di cantone. Lo scudo è circondato da rami di alloro e di quercia.

## Società

### Evoluzione demografica
Abitanti censiti